# Доња Бодежишта
Доња Бодежишта су ненасељено мјесто у Општини Гацко, Република Српска, БиХ.

## Становништво
Према попису становништва из 1991. године, мјесто је било пусто.
| Демографија | Демографија | Демографија |
| Година      | Становника  | Становника  |
| ----------- | ----------- | ----------- |
| 1948.       | 59          |             |
| 1953.       | 91          |             |
| 1961.       | 65          |             |
| 1971.       | 35          |             |
| 1981.       | 16          |             |
| 1991.       | 0           |             |